# Warraberön

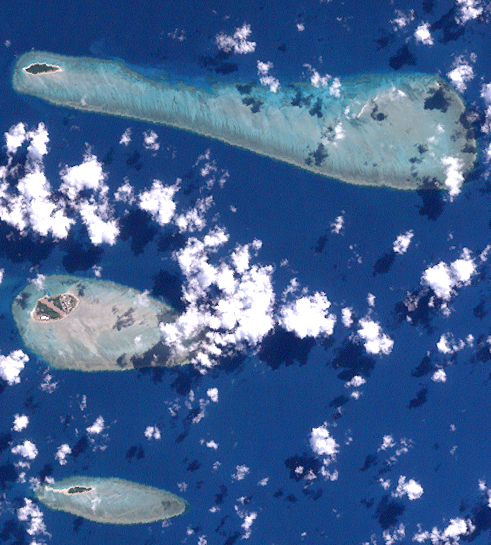
Three Sisters med Warraberön i mitten.

Warraberön, (engelska: Sue Islet, kala lagaw ya: Warraber), är de så kallade three sisters mellersta ö och ligger cirka tio mil nordost om Torsdagsön i Torres sund i Queensland, Australien. 